# Thylacoleo
Thylacoleo is een geslacht van uitgestorven vleesetende buidelleeuwen, waarvan drie soorten in Australië leefden van het Laat-Plioceen tot het Laat-Pleistoceen (2 miljoen tot 46 duizend jaar geleden). Sommige van deze buideldieren waren de grootste zoogdierroofdieren in die tijd in Australië, waarbij Thylacoleo carnifex het gewicht van een kleine leeuw benaderde. Het geschatte gemiddelde gewicht voor de soort varieert van honderdeen tot honderddertig kilogram. Thylacoleo is nauw verwant aan de wombats. 

## Beschrijving
Thylacoleo leek op een echte leeuw, hoewel er een aantal duidelijke verschillen waren. Het belangrijkste verschil was het feit dat Thylacoleo een buidel had. Verder had Thylacoleo in plaats van lange hoektanden sterk vergrote snijtanden. Eerst werd gedacht dat die snijtanden gebruikt werden om noten te kraken, maar de slijtage en de vorm van de kiezen laten zien dat de buidelleeuw vlees at. De hoektanden zelf waren erg klein. Verder had Thylacoleo een grote klauw aan de duim. De voornaamste prooien van Thylacoleo waren waarschijnlijk grote herbivore buideldieren zoals Diprotodon en de reuzenkangoeroe Procoptodon. De prooidieren werden gedood door een beet in de nek met de sterke kaken, die een kracht hadden van 450 kg/cm², waarbij de luchtpijp werd dichtgebeten. Thylacoleo was niet snel en het jaagde daarom vanuit een hinderlaag. Thylacoleo was een uitstekende klimmer. Fossielen, waaronder de resten van een volwassen wijfje met twee jongen, zijn op vele plaatsen in Australië gevonden. 

### Bijtkracht
Pond voor pond had Thylacoleo carnifex de sterkste beet van alle zoogdierlijke soorten, levend of uitgestorven. Een T. carnifex met een gewicht van honderdeen kilogram had een beet vergelijkbaar met die van een Afrikaanse leeuw van 250 kilogram en onderzoek suggereert dat Thylacoleo kon jagen en prooien kon vangen veel groter dan zichzelf. Grotere dieren die waarschijnlijk een prooi waren, zijn Diprotodon spp. en gigantische kangoeroes. Het lijkt onwaarschijnlijk dat Thylacoleo een even grote bijtkracht kon bereiken als een moderne leeuw, dit kan echter mogelijk zijn geweest wanneer rekening is gehouden met de grootte van de hersenen en de schedel. Carnivoren hebben meestal vrij grote hersenen in vergelijking met herbivore buideldieren, wat de hoeveelheid bot vermindert die kan worden besteed aan het verbeteren van bijtkracht. Thylacoleo wordt echter verondersteld aanzienlijk sterkere spieraanhechtingen en dus kleinere hersenen te hebben gehad. Hondachtigen bezitten langwerpige schedels, terwijl katten verkorte schedels bezitten. De overeenkomsten tussen kattenmorfologie en die van Thylacoleo geven aan dat, hoewel het een buideldier was, het biologisch gezien grotere overeenkomsten met katten bezat en als gevolg daarvan een grotere capaciteit voor bijtsterkte had dan andere dieren in zijn eigen infraklasse.

### Postcranium
Het had ook extreem sterke voorpoten, met intrekbare, katachtige klauwen, een eigenschap die eerder niet werd gezien bij buideldieren. Thylacoleo bezat ook enorme gehaakte klauwen op grote semipositioneerbare duimen, die werden gebruikt om prooien te vangen en open te scheuren. De lange gespierde staart was vergelijkbaar met die van een kangoeroe. Gespecialiseerde staartbeenderen, chevrons genaamd, zorgden ervoor dat het dier op zijn achterpoten kon balanceren en de voorpoten vrijmaakte voor het snijden en grijpen. De sterke voorpoten, intrekbare klauwen en ongelooflijk krachtige kaken betekenen dat Thylacoleo mogelijk in bomen klom en misschien karkassen droeg om het zelf te doden (vergelijkbaar met de luipaard vandaag). Het klimvermogen zou hen ook hebben geholpen uit grotten te klimmen, die daarom als holen hadden kunnen worden gebruikt om hun jongen groot te brengen.
Vanwege zijn unieke roofmorfologie beweren wetenschappers herhaaldelijk dat Thylacoleo de meest gespecialiseerde carnivoor aller tijden was. Thylacoleo had verticale 'carnassiale' wangtanden die relatief groter waren dan bij elke andere zoogdiercarnivoor. Thylacoleo is duidelijk afgeleid van diprotodontische afkomst vanwege de snijtandmorfologie en onderscheidt zich door de uitgesproken ontwikkeling van de bovenste en onderste derde premolaren die fungeerden als extreme carnassiale tanden met complementaire reductie in de kiezenrij. Ze hadden ook hoektanden, maar ze dienden geen doel omdat ze stomp waren en niet erg scherp. Thylacoleo was eenenzeventig centimeter op de schouder en ongeveer honderdveertien centimeter lang van kop tot staart. De soort T. carnifex is de grootste en schedels geven aan dat ze gemiddeld honderdeen tot honderddertig kilogram waren en individuen die honderdvierentwintig tot honderdzestig kilogram bereikten, kwamen vaak voor en het grootste gewicht was honderdachtentwintig tot honderdvierenzestig kilogram. Volgroeid zou Thylacoleo carnifex bijna even groot zijn geweest als een jaguar.

## Gedrag
Hoewel beschouwd als een krachtige jager en een fel roofdier, is de theorie dat Thylacoleo vanwege zijn fysiologie in feite een trage hardloper was, die zijn vermogen om prooien te achtervolgen beperkte. Analyse van zijn schouderblad suggereert wandelen en draven in plaats van klimmen. Het bekken is op dezelfde manier in overeenstemming met dat van wandelaars en hardlopers. Deze botten geven aan dat Thylacoleo een langzame tot middelmatige hardloper was, wat waarschijnlijk betekent dat het een hinderlaagroofdier was. Dat past bij de strepen: camouflage dat je nodig hebt om te besluipen en te verbergen in een grotendeels beboste habitat (zoals tijgers of luipaarden) in plaats van vanuit open ruimtes te jagen (zoals leeuwen). Het kan in het algemeen veel op een grotere analoog van de Tasmaanse duivel hebben gefunctioneerd. Nieuw bewijs suggereert ook dat het een boombewoner was en op zijn minst in staat was om in bomen te klimmen.
Op de vindplaats in Lancefield zijn veel botten opgegraven en er is ontdekt dat ze deel uitmaken van naar schatting enkele honderdduizenden verschillende individuen. Sommige van die botten hadden vreemde sneden op hun oppervlak. Hieruit volgen twee waarschijnlijke verklaringen: littekens werden aangebracht door prehistorische mensen tijdens het slachten of door de tanden van Thylacoleo carnifex. Door archeologische en paleoecologische bevindingen concludeerden onderzoekers dat T. carnifex alle littekens had veroorzaakt. Vanwege hun grote omvang moest de populatie zich voeden met andere soorten die net zo groot waren als die van hen, alleen om een onbalans in hun voeding te voorkomen. Ze hebben misschien gedood door hun voorklauwen te gebruiken als steekwapens of als een manier om hun prooi te pakken door wurging of verstikking.

### Vermoedelijk leefgebied en dieet
Een belangrijk kenmerk van Thylacoleo is het gebit. Het had geen hoektanden in de onderkaak, alleen kleine, niet-functionele hoektanden in de bovenkaak. Een mogelijke reden voor het vleesetende dieet was het ontbreken van slijptanden die de opname van plantaardig materiaal uitsloten. Volgens de plaats waar de fossielen werden ontdekt, zou het leefgebied hebben bestaan uit droge, open gebieden met bos en wouden. Kangoeroes (ook bekend als Macropoda) behoren tot een grote groep, meestal herbivore Australaziatische buideldieren, die Diprotodontia wordt genoemd. Gedeelde individuen die diprotodontia verenigen zijn diprotodonty (waar er slechts twee lagere snijtanden zijn), een speciale vleugel van het os squamosum in de schedel en de aanwezigheid van een extra band van vezels (de fasciculus aberrans genoemd) die de twee hemisferen van de hersenen verbinden. De monofylie van Diprotodontia wordt ook goed ondersteund door moleculaire kenmerken en geeft aan dat Thylacoleo carnifex mogelijk voorouders heeft gedeeld met wombats en kangoeroes, waarvan algemeen wordt aangenomen dat ze herbivoren zijn geweest.
De gedeelde bloedlijn betekende dat, hoewel zijn voorgangers herbivoor waren, de overdracht naar Australië door watertransport en het gebrek aan voldoende voedsel ertoe leidden dat ze zich ontwikkelden tot carnivoren, wat een ongekende gebeurtenis is. Hoewel nu wordt gedacht dat T. carnifex inderdaad een carnivoor was, werd zijn dieet en gedrag intens besproken. Naast een vroege beschrijving als herbivoor, is de soort speculatief afgebeeld als een consument van krokodilleneieren, een hyena-achtige aaseter, een luipaardachtig roofdier dat prooi in bomen sleepte, een middelgrote hardloper die niet in staat was om te klimmen, plunderaar van kangoeroebuidels en een beerachtig superroofdier.

## Uitsterven
Men geloofde dat het uitsterven te wijten was aan de klimaatveranderingen, maar menselijke activiteiten als aanjager van het uitsterven van de meest recente soort is mogelijk, maar niet bewezen. Er is een groeiende consensus dat het uitsterven van de megafauna werd veroorzaakt door progressieve droogte, dat ongeveer 700.000 jaar geleden begon. Onlangs is onthuld dat er een belangrijke verandering was in glaciale-interglaciale cycli na ~ 450.000 jaar. Wat betreft de bijdrage van de mens aan het uitsterven, een argument is dat de komst van mensen samenviel met het verdwijnen van alle uitgestorven megafauna. Het wordt ondersteund door de beweringen, dat tijdens MIS3 de klimatologische omstandigheden relatief stabiel waren en geen grote klimaatverandering zou leiden tot het massaal uitsterven van megafauna inclusief Thylacoleo. Vanwege het gebrek aan gegevens kan de menselijke rol in het uitsterven niet worden bewezen.
Hoewel geloofd wordt dat het dier slachtoffer is geweest van klimaatverandering, geloven sommige wetenschappers nu dat Thylacoleo is uitgeroeid door mensen die het ecosysteem met vuur veranderen, naast het jagen op zijn prooi. Ze vonden Sporormiella-sporen, die groeien in herbivore mest, ongeveer 41.000 jaar geleden vrijwel verdwenen, een tijd waarin geen bekende klimaattransformatie plaatsvond. Tegelijkertijd nam de aanwezigheid van vuur toe, zoals blijkt uit een sterke stijging van houtskoolfragmenten. Het lijkt erop dat mensen, die rond deze tijd in Australië aankwamen, op de megafauna jaagden om deze uit te roeien. Na het uitsterven van T. carnifex hadden geen andere topzoogdieren hun plaats ingenomen.

## Ontdekkingen
Het eerste bewijs voor het bestaan van Thylacoleo was afkomstig van materiaal, dat begin 1830 uit de regio Wellington Valley, New South Wales was verzameld door majoor (later de heer) Thomas Mitchell. Tijd en verdere details werden niet gegeven. Het bestaan werd voor het eerst beschreven door Sir Richard Owen in 1859. In 2002 werden acht opmerkelijk complete skeletten van T. carnifex ontdekt in een kalkstenen grot onder Nullarbor Plain, waar de dieren door een nauwe opening in de vlakte daarboven vielen. Op basis van de plaatsing van hun skeletten overleefden in ieder geval sommigen de val, maar stierven ze aan dorst en honger.
In 2008 werd aan de noordwestkust van de Kimberley rotskunst ontdekt die een vermoedelijke Thylacoleo voorstelt. Er is echter de mogelijkheid dat de thylacine, een verwant buideldier dat ook een gestreepte vacht had, in plaats daarvan het onderwerp van het werk kan zijn. De tekening vertegenwoordigde alleen het tweede voorbeeld van megafauna afgebeeld door de inheemse inwoners van Australië. De afbeelding bevat details die anders alleen maar op vermoedens zouden zijn gebaseerd. De staart is afgebeeld met een getufte punt, het heeft puntige oren in plaats van afgerond en de vacht is gestreept. De verhevenheid van het oog, een kenmerk dat zelden wordt getoond in andere dierenafbeeldingen van de regio, roept de mogelijkheid op dat het wezen een nachtelijke jager is geweest. In 2009 werd een tweede afbeelding gevonden die een Thylacoleo weergeeft, die een interactie aangaat met een jager die bezig is het dier te speren of af te weren met een speer met meerdere weerhaken. Veel kleiner en minder gedetailleerd dan de vondst van 2008, kan het een thylacine weergeven, maar de vergelijkende grootte geeft aan dat een Thylacoleo waarschijnlijker is, wat betekent dat het mogelijk is dat Thylacoleo tot voor kort bestond dan eerder werd gedacht. In 2016 werden sporenfossielen in Tight Entrance Cave geïdentificeerd als de krassen van een Thylacoleo.

## Fossielen
De eerste fossiele vondsten van Thylacoleo, ontdekt door Thomas Mitchell en beschreven door Richard Owen, bestonden uit gebroken tanden, kaken en schedels. Pas honderd jaar later in 1966, werd het eerste bijna complete skelet gevonden. De enige ontbrekende stukken waren een voet en staart. Momenteel is de Nullarborvlakte van West-Australië nog steeds de beste vindplaats. Deze fossielen verblijven nu in het Australian Museum. Het werd gemeld dat in 2012 een ophoping van gewervelde sporen en lichaamsfossielen werd gevonden in de Victoriaanse vulkanische vlakten in het zuidoosten van Australië. Er werd vastgesteld dat Thylacoleo de enige soort was, die drie uiteenlopende fossiele gegevens vertegenwoordigde: skelet, voetafdrukken en bijtsporen. Wat dit suggereert, is dat deze grote carnivoren gedragskenmerken vertoonden die hun waarschijnlijkheid van hun aanwezigheid in een fossiele fauna hadden kunnen vergroten.
Een kenmerk dat wordt gezien in de overblijfselen van schedelfragmenten is een reeks carnassiale tanden, die de vleesetende gewoonten van Thylacoleo suggereren. Tandfossielen vertonen specifieke graden van erosie die worden toegeschreven aan het nut van de carnassiale tanden, zoals ze werden gebruikt voor het jagen en verorberen van prooien in een prehistorisch Australië vol met andere megafauna. De specialisatie gevonden in de dentaire geschiedenis van het buideldier geeft de status aan in de roofhiërarchie waarin het bestond. Volgens fossiele gegevens is T. carnifex het grootste bekende carnivore buideldier uit het Australische Pleistoceen. Met behulp van gegevens verzameld uit de meest beschikbare complete skeletregistratie, hebben onderzoekers een schatting kunnen maken van het gewicht van het specimen tussen 112–143 kilogram. Bij het onderzoeken van andere specimen, werd geschat dat het grootste individu uit het beschikbare exemplaar meer dan honderdzestig kilogram woog, hoewel het geschatte gemiddelde gewicht van T. carnifex tussen honderdeen en honderddertig kilogram ligt.

## Soorten
Twee soorten leefden tijdens het Plioceen. Thylacoleo crassidentatus, bekend van fossielen uit Queensland, had het formaat van een hedendaagse panter. Fossielen van de kleinere Thylacoleo hilli zijn gevonden in Town Cave in Zuid-Australië. Thylacoleo carnifex leefde tijdens het Pleistoceen in grote delen van Australië. Deze soort was met een lengte van honderdzeventig centimeter lang, een hoogte van vijfenzeventig centimeter en een gewicht van ongeveer tweehonderd kilogram het grootste vleesetende zoogdier van Australië ooit en tevens het grootste carnivore buideldier aller tijden. 

## Mythe
Nog regelmatig komen berichten uit Queensland en Victoria van mensen die menen een groot katachtig dier te hebben gezien, dat vaak wordt aangeduid als Queensland Tiger en wellicht een Thylacoleo is. De meeste wetenschappers doen de berichten echter af als onzin.

## Taxonomie
Het geslacht werd voor het eerst gepubliceerd in 1859, opgericht om de soort Thylacoleo carnifex te beschrijven. Het nieuwe taxon werd opgericht na onderzoek van fossiele specimen die aan Richard Owen werden verstrekt. De familiale alliantie ontleent zijn naam aan deze beschrijving, de zogenaamde buideldieren van Thylacoleonidae. De alledaagse naam 'buideldier' verwijst naar de oppervlakkige gelijkenis met de placentale leeuw en zijn ecologische niche als een groot roofdier. Thylacoleo is niet verwant aan de moderne leeuw Panthera leo. 
Geslacht: Thylacoleo (Thylacopardus) - de buideldieren van Australië, die ongeveer 2 miljoen jaar geleden leefden, tijdens het late Plioceen en ongeveer 30.000 jaar geleden uitstierven, tijdens het Laat-Pleistoceen-tijdperk.
- Thylacoleo carnifex: Het holotype-fossiel werd gevonden in Town Cave in Zuid-Australië, in Pleistocene oude lagen. Andere mogelijke exemplaren zijn gevonden op de fossielenplaats Bow door studenten en medewerkers van de Universiteit van New South Wales in 1979.
- Thylacoleo crassidentatus: leefde tijdens het Plioceen, ongeveer 5 miljoen jaar geleden en was ongeveer de grootte van een grote hond. De fossielen zijn gevonden in het zuidoosten van Queensland.
- Thylacoleo hilli leefde tijdens het Plioceen en was half zo groot als T. crassidentatus.

Fossielen van andere vertegenwoordigers van Thylacoleonidae, zoals Priscileo, Microleo en Wakaleo dateren uit het Laat-Oligoceen, zo'n 24 miljoen jaar geleden.